# Saint-Agnant-de-Versillat
Saint-Agnant-de-Versillat è un comune francese di 1 170 abitanti situato nel dipartimento della Creuse nella regione della Nuova Aquitania.

## Società

### Evoluzione demografica
Abitanti censiti